# Wykładnicza nierówność Czebyszewa
Wykładnicza nierówność Czebyszewa – nierówność używana w rachunku prawdopodobieństwa, która wynika bezpośrednio z Nierówności Czebyszewa.

## Twierdzenie
Dla każdej zmiennej losowej {\displaystyle X} o wartości oczekiwanej {\displaystyle E(X),} jeśli {\displaystyle E(e^{pX})<\infty } dla pewnego {\displaystyle p>0,} to dla {\displaystyle \lambda \in [0,p]}
{\displaystyle P(X\geqslant \varepsilon )\leqslant {\frac {E(e^{\lambda X})}{e^{\lambda \varepsilon }}}}
dla każdego {\displaystyle \varepsilon >0.}

## Dowód
Wykładnicza nierówność Czebyszewa wynika bezpośrednio z podstawienia w nierówności Czebyszewa {\displaystyle e^{\lambda X}} zamiast {\displaystyle X} oraz {\displaystyle e^{\lambda \varepsilon }} zamiast {\displaystyle \varepsilon ,} której to nierówności dowód jest podany w dotyczącym jej artykule.
Jest tak, ponieważ {\displaystyle e^{\lambda X}\geqslant e^{\lambda \varepsilon }\iff X\geqslant \varepsilon .}